# 塔马兹·加姆克列利泽
塔马兹·瓦列里安诺维奇·加姆克列利泽（1929年10月23日—2021年2月10日，苏联及格鲁吉亚语言学家、东方学家。格鲁吉亚国家科学院第五任院长。

## 生平
1929年生于苏联格鲁吉亚苏维埃社会主义共和国庫塔伊西。1952年毕业于第比利斯国立大学东方学专业，之后留校深造古代东方语言，1956年获副博士学位。1956年进入格鲁吉亚苏维埃社会主义共和国科学院语言学研究所工作。1963年获语言学全博士学位，1964年晋升教授。1960年至1973年，担任格鲁吉亚苏维埃社会主义共和国科学院东方学研究所古代东方语言系主任。1973年至2000年，担任东方学研究所所长。1974年当选为格鲁吉亚苏维埃社会主义共和国科学院院士。1979年当选苏联科学院通讯院士，1984年当选苏联科学院历史语言学部院士。1988年至1994年，担任《语言学问题》杂志主编。1991年短暂担任第比利斯国立大学校长。2005年至2013年，担任格鲁吉亚国家科学院院长。2021年2月10日逝世。

## 研究
代表性研究成果为格鲁吉亚和外高加索的卡特维尔语文学研究专著《卡特维尔语言结构问题》（1959年）、与伊万诺夫合著的《印欧语和印欧人——原型语言和原始文化的分类与重建》（1984年）等。他还研究了古亚洲时期的书信和文字起源问题、语言符号性质和句子结构、比较和重构原理、音韵学、以及古典与现代比较研究和交互作用研究等。